# Ercé-en-Lamée
Ercé-en-Lamée is een gemeente in het Franse departement Ille-et-Vilaine (regio Bretagne). De plaats maakt deel uit van het arrondissement Redon. Ercé-en-Lamée telde op 1 januari 2022 1.568 inwoners.

## Geografie
De oppervlakte van Ercé-en-Lamée bedroeg op 1 januari 2022 39,21 vierkante kilometer; de bevolkingsdichtheid was toen 40 inwoners per km².

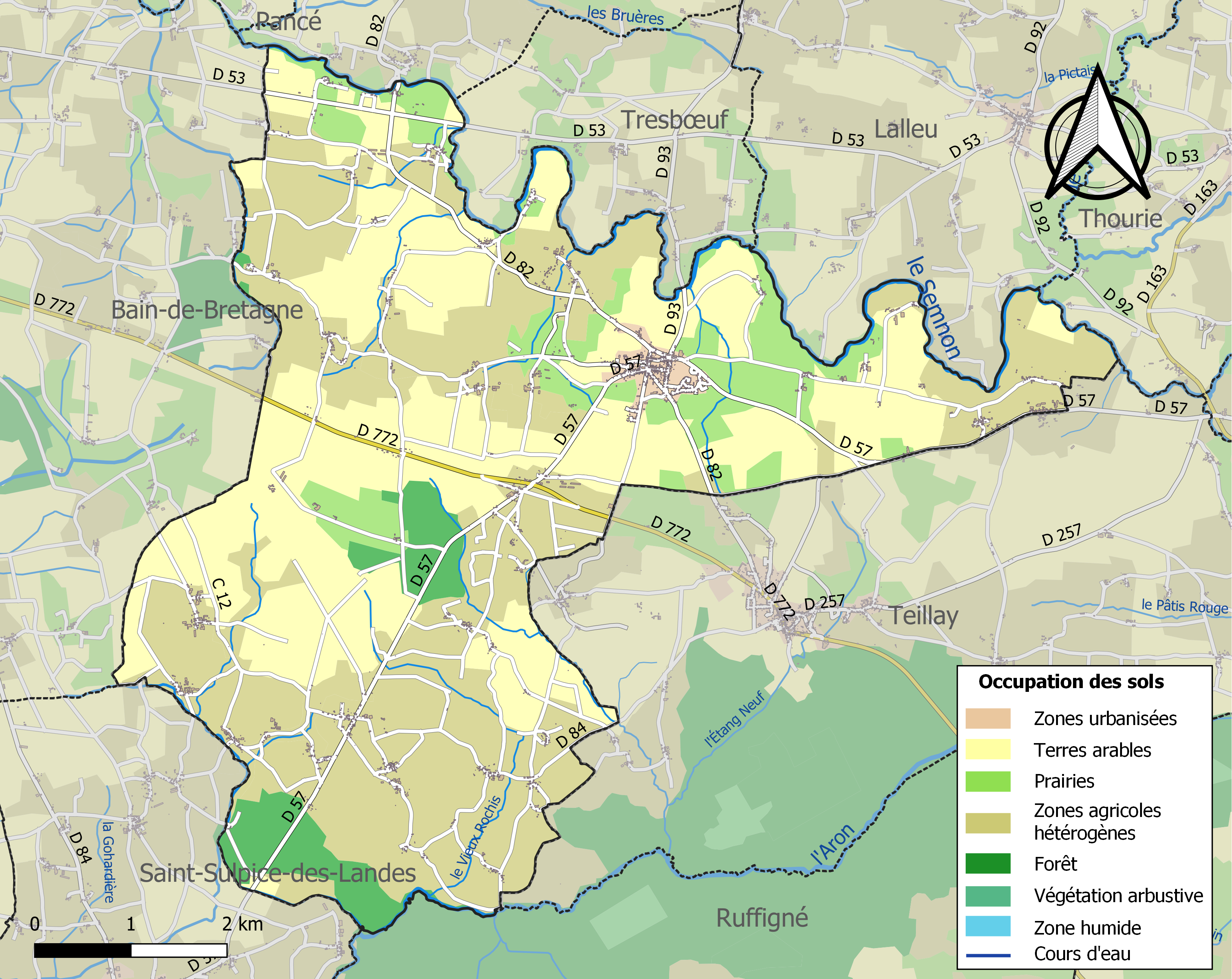
Kaart van de gemeente met belangrijkste infrastructuur, bodemgebruik en omliggende gemeenten

## Demografie
Onderstaande figuur toont het verloop van het inwonertal (bron: INSEE-tellingen).